# کریستین بواسون
کریستین بواسون (به فرانسوی: Christine Boisson) (۸ آوریل ۱۹۵۶ – ۲۱ اکتبر ۲۰۲۴) یک بازیگر فرانسوی بود.
از فیلم‌های معروف او می‌توان به حقیقت درباره چارلی اشاره کرد.
بواسون در ۲۱ اکتبر ۲۰۲۴، در سن ۶۸ سالگی درگذشت.